# (5067) Occidental
(5067) Occidental es un asteroide perteneciente al cinturón de asteroides, descubierto el 19 de julio de 1990 por Eleanor F. Helin desde el Observatorio del Monte Palomar, Estados Unidos.

## Designación y nombre
Designado provisionalmente como 1990 OX. Fue nombrado Occidental en homenaje al alma mater de la descubridora, Occidental College, una prestigiosa institución establecida en Los Ángeles en 1887, ampliamente conocida por su excelente currículo de artes liberales, música, arte y ciencias políticas y físicas.

## Características orbitales
Occidental está situado a una distancia media del Sol de 2,803 ua, pudiendo alejarse hasta 3,024 ua y acercarse hasta 2,583 ua. Su excentricidad es 0,078 y la inclinación orbital 7,382 grados. Emplea 1714,98 días en completar una órbita alrededor del Sol.

## Características físicas
La magnitud absoluta de Occidental es 12,7. Está asignado al tipo espectral L según la clasificación SMASSII.